# Filip Hurepel
Filip Hurepel (francuski: Philippe Hurepel; 1200. – Corbie, Somme, 14. ili 18. siječnja 1234.), znan i kao Filip Capet ili Filip I. (Philippe Ier), bio je princ Francuske te grof Clermonta, Boulognea, Aumalea i Dammartina.
Bio je sin kralja Francuske Filipa II. i njegove treće supruge, kraljice Agneze Meranske. Brak Filipa II. i Agneze bio je kontroverzan te je Filip Hurepel isprva smatran izvanbračnim djetetom, kao i njegova sestra Marija. Polubrat Marije i Filipa Hurepela bio je kralj Luj VIII. Francuski, koji je Filipa "potvrdio" kao grofa Clermonta 1224. god.
Supruga Filipa Hurepela bila je Matilda II., bulonjska grofica. Njihova je kći bila Ivana od Clermonta, koja je najvjerojatnije bila jedino Filipovo dijete.
Filip je bio u sukobu sa svojom šogoricom, kraljicom Blankom.